# Метод k-медіан
Ме́тод {\displaystyle k}-медіа́н — застосовувана в статистиці і машинному навчанні варіація методу {\displaystyle k}-середніх для задач кластеризації, де для визначення центроїда кластера замість середнього обчислюється медіана. Такий підхід відповідає мінімізації похибки за всіма кластерами в метриці з 1-нормою, замість метрики з 2-нормою, використовуваною в стандартному методі {\displaystyle k}-середніх.
Задача визначення {\displaystyle k}-медіан полягає в пошуку таких {\displaystyle k} центрів, що сформовані за ними кластери будуть «найкомпактнішими». Формально, для заданих точок даних {\displaystyle x_{i}}, {\displaystyle k} центри {\displaystyle c_{j}} слід вибрати так, щоб мінімізувати суму відстаней від кожної {\displaystyle x_{i}} до найближчого {\displaystyle c_{j}}.
Метод іноді працює краще, ніж метод {\displaystyle k}-середніх, де мінімізується сума квадратів відстаней. Критерій суми відстаней широко використовується для транспортної задачі.
Ще альтернатива — метод {\displaystyle k}-медоїдів, у якому шукають оптимальний медоїд, а не медіану кластера (медоїд є однією з точок даних, тоді як медіани такими бути не мусять).